# یوسف فوفانا (بازیکن فوتبال، زاده ۱۹۶۶)
یوسف فوفانا (انگلیسی: Youssouf Fofana؛ زادهٔ ۲۶ ژوئیهٔ ۱۹۶۶) بازیکن فوتبال اهل ساحل عاج بود.
از باشگاه‌هایی که در آن بازی کرده است می‌توان به باشگاه فوتبال آاس موناکو، باشگاه فوتبال النصر عربستان سعودی، باشگاه فوتبال کن، باشگاه فوتبال آسک میموساس، و باشگاه فوتبال بوردو اشاره کرد.
وی همچنین در تیم ملی فوتبال ساحل عاج بازی کرده است.